# Leandro Damião
 (février 2012).
Si vous disposez d'ouvrages ou d'articles de référence ou si vous connaissez des sites web de qualité traitant du thème abordé ici, merci de compléter l'article en donnant les références utiles à sa vérifiabilité et en les liant à la section « Notes et références ».
Leandro Damião da Silva dos Santos, aussi connu sous le nom de Leandro Damião (né le 22 juillet 1989 à Jardim Alegre), est un footballeur international brésilien qui évolue au poste d'attaquant au Coritiba FC.

## Biographie
Jusqu'à ses 17 ans, il évolue dans le futebol de varzea, un type de football amateur se jouant sur des terrains vétustes. Il intègre l'équipe réserve du SC Internacional en 2009 et présente de grosses capacités physiques mais de cruelles carences sur le plan technique, il travaille alors d'arrache-pied afin de les combler.
Leandro Damião s'impose dans son club au début de l'année 2011 grâce à ses performances dans le Championnat d'État do Rio Grande do Sul. Grâce à 17 buts inscrits, il s'affirme comme le titulaire au poste d'attaquant évinçant ainsi Alecsandro et Rafael Sobis, et permet à son club de remporter le 40e championnat d'État de son histoire en battant en finale son grand rival, le Gremio.
Parallèlement il se distingue sur la scène continentale, plus précisément en Copa Libertadores, puisqu'il inscrit 3 buts en phase de poule. Mais son club est éliminé dès les huitièmes de finale face aux futurs finalistes de l'épreuve, les Uruguayens du Peñarol malgré un but à l'aller du jeune attaquant. Il s'était déjà illustré la saison précédente dans cette compétition puisqu'il avait inscrit un but décisif lors de la finale retour face aux Mexicains de Chivas qui avait permis au club de Porto Alegre de remporter le trophée.
Les performances de Leandro n'ont pas laissé insensible le sélectionneur brésilien, Mano Menezes, qui sélectionne pour la première fois le joueur pour un match disputé à Londres face à l'Écosse le 27 mars 2011. Même s'il ne marque pas durant cette rencontre, Leandro Damiao a pu faire admirer ses qualités, notamment un très bon jeu de tête (il trouvera ainsi sur une reprise de la tête la barre transversale). De nouveau appelé pour deux rencontres amicales début juin face aux Pays-Bas et la Roumanie, il dispute seulement le dernier quart d'heure lors du premier match, l'ancien Lyonnais Fred lui étant préféré. D'ailleurs le sélectionneur brésilien ne le retient pas dans sa liste pour disputer la Copa América 2011.
Le 25 août 2011, il remporte avec son club la Recopa Sudamericana, l'équivalent sud-américain de la Supercoupe d'Europe et qui voit l'opposition du vainqueur de la Copa Libertadores et de la Copa Sul-America. L'Inter, vainqueur de la Libertadores en 2010 est donc opposé au club argentin de l'Independiente, vainqueur du deuxième tournoi sud-américain en 2010 (face à Goias). Leandro Damião est le grand homme de cette finale disputée en match aller-retour, puisqu'il est l'auteur du seul but de l'Inter lors du match aller disputé en Argentine (2-1) tandis qu'il inscrit un doublé au retour, se jouant à deux reprises de Gabriel Milito, l'ancien défenseur du FC Barcelone. 
Dans le même temps, il enchaîne toujours les buts dans le cadre du championnat brésilien. Ces bonnes performances lui valent d'être de nouveau appelé en sélection par Mano Menezes pour disputer une rencontre amicale face au Ghana, rencontre qui marque également le retour en Seleção de Ronaldinho. Mano choisit de l'aligner d'entrée comme titulaire aux dépens d'Alexandre Pato, peu efficace durant la Copa America. Un choix qui s'avèrera judicieux car c'est Leandro qui inscrit le seul but du match peu avant la pause sur une belle passe en profondeur de Fernandinho. Il s'agit pour le joueur de l'Internacional de son premier but en sélection. Dans la foulée il apprend sa sélection pour le Superclásico de las Américas, double confrontation face à l'Argentine. Pour ces deux matchs les deux sélections sont composées à 100 % de joueurs locaux.
Lors de l'été 2012, Leandro Damião participe aux Jeux olympiques d'été de 2012 avec l'équipe du Brésil olympique. Il se met alors en évidence en inscrivant six buts en cinq matchs. Il est notamment l'auteur d'un doublé en quart de finale face au Honduras, puis d'un autre doublé en demi-finale face à la Corée du Sud. Le Brésil s'incline en finale face au Mexique, mais Damião a la consolation de terminer meilleur buteur de la compétition.
En décembre 2013, il signe au Santos FC.

## Palmarès
- Internacional
  - Vainqueur de la Copa Libertadores en 2010
  - Vainqueur de la Recopa Sudamericana en 2011
  - Vainqueur du Campeonato Gaúcho en 2011, 2012 et 2013

- Kawasaki Frontale
  - Champion de J.League en 2020
  - Vainqueur de la Coupe du Japon en 2020
  - Vainqueur de la Supercoupe du Japon en 2021

- Sélection du Brésil
  - Médaille d'argent aux Jeux olympiques d'été de 2012